# Espace vectoriel conjugué
Pour les articles homonymes, voir Conjugaison (homonymie).
En algèbre linéaire, l'espace vectoriel conjugué d'un espace vectoriel complexe est un nouvel espace vectoriel obtenu en modifiant la définition du produit par les scalaires.

## Définition
Soit {\displaystyle (E,+,\cdot )} un espace vectoriel sur le corps ℂ des nombres complexes. On appelle espace vectoriel conjugué de {\displaystyle (E,+,\cdot )}, l'ensemble E muni de la même opération d'addition + et du produit par les scalaires {\displaystyle \star } défini par :
où λ désigne le conjugué du nombre complexe λ.
Le triplet {\displaystyle (E,+,\star )} est également un espace vectoriel complexe, appelé conjugué de {\displaystyle (E,+,\cdot )} et de même dimension sur ℂ.

## Notation
Comme il est usuel par abus de notation de désigner une structure mathématique par l'ensemble sous-jacent, si l'on retient la notation E comme raccourci de {\displaystyle (E,+,\cdot )}, il est pratique de désigner par E l'espace vectoriel {\displaystyle (E,+,\star )}. On se convaincra sans mal que {\displaystyle {\overline {\overline {E}}}=E.}
On peut par ailleurs définir l'opération formelle de conjugaison qui associe à {\displaystyle v\in E} l'élément {\displaystyle {\overline {v}}\in {\overline {E}}} (en fait le même objet, mais envisagé comme membre d'un espace vectoriel différent). Par un abus supplémentaire de notation, l'opération de produit par les scalaires dans E peut alors être notée avec le même symbole « ∙ » (la nature des vecteurs indique alors l'opération à considérer). On a ainsi :
- {\displaystyle \forall (\lambda ,v)\in \mathbb {C} \times E\quad {\overline {\lambda \cdot v}}={\overline {\lambda }}\cdot {\overline {v}},}
- {\displaystyle \forall v\in E\quad {\overline {\overline {v}}}=v.}

L'opération de conjugaison de E dans E est l'exemple canonique d'application antilinéaire.

## Application linéaire conjuguée
Toute application linéaire f : V → W induit une application linéaire conjuguée f : V → W, définie par la formule :

De plus, la conjuguée de l'identité de V est l'identité de V, et quelles que soient les applications linéaires f et g composables, on a :
Ainsi, la conjugaison (V ↦ V, f ↦ f) est un foncteur covariant, de la catégorie des espaces vectoriels complexes dans elle-même.
Si V et W sont de dimensions finies et si f est représentée par une matrice A dans un couple de bases (ℬ, 𝒞) de (V, W), alors f est représentée, dans les bases (ℬ, 𝒞), par la matrice conjuguée A.

## Produit hermitien
Un produit hermitien sur E, défini comme forme sesquilinéaire sur E, c'est-à-dire antilinéaire à gauche et linéaire à droite (ou inversement suivant les auteurs), peut également être défini comme une forme bilinéaire sur E × E.
Si E est un espace de Hilbert, alors E est canoniquement isomorphe à E', le dual topologique de E. Autrement dit :
où {\displaystyle (\cdot |\cdot )} désigne le produit hermitien de E et {\displaystyle \langle \cdot ,\cdot \rangle } le crochet de dualité.